# Панама на летних Олимпийских играх 1976
Панама принимала участие в Летних Олимпийских играх 1976 года в Монреале (Канада) в восьмой раз за свою историю, но не завоевала ни одной медали. Сборная страны состояла из 7 мужчин и 1 женщины.